# بوروین
بوروین (به لهستانی:  Burwin) یک روستا در لهستان است که در گمینا وومازه واقع شده‌است.